# لیگت‌فالوا
لیگِت‌فالوا (به مجاری:  Ligetfalva) یک شهرداری در مجارستان است که در ناحیه کست‌هی واقع شده‌است. لیگِت‌فالوا ۴٫۷۳ کیلومتر مربع مساحت و ۵۸ نفر جمعیت دارد.